# Jonathan Akpoborie
Jonathan Akpoborie (ur. 20 października 1968 w Lagos) – nigeryjski piłkarz  grający na pozycji napastnika. Posiada także obywatelstwo niemieckie.

## Kariera klubowa
Akpoborie pochodzi z dawnej stolicy Nigerii, Lagos. Swoją piłkarską karierę zaczynał w klubie Julius Berger FC, w barwach którego zadebiutował w 1987 w pierwszej lidze. Latem tamtego roku wyjechał do Stanów Zjednoczonych i rozpoczął studia na Brooklyn College w Nowym Jorku. W międzyczasie grał w uniwersyteckiej drużynie piłkarskiej. Po 4 latach studiów Akpoborie otrzymał tytuł magistra administracji biznesowej i wyjechał do Europy kontynuować piłkarską karierę.
Pierwszym przystankiem Jonathana był drugoligowy niemiecki klub 1. FC Saarbrücken. W barwach tego zespołu zadebiutował 27 lutego 1990 roku w przegranym 1:3 meczu z FC Schalke 04 i zdobył honorowego gola dla swojego zespołu. Ogółem w całym sezonie zdobył ich 5. W Saarbrücken spędził także sezon 1991/1992, w którym 4-krotnie zdobywał gola. Latem 1992 zmienił klub i został piłkarzem Carl Zeiss Jena. W drużynie z Jeny wykazał się wysoką skutecznością i zdobył 17 goli w sezonie, jednak nie pomogło to zespołowi w awansie o klasę wyżej. W drużynie Carl-Zeiss Akpoborie grał także w sezonie 1993/1994, ale nie był już tak skuteczny jak rok wcześniej i uzyskał 9 goli. Latem 1994 ponownie zmienił przynależność klubową i przeniósł się na jeden sezon do Stuttgarter Kickers, grającym w Regionallidze. W klubie z Badenii-Wirtembergii w 32 meczach strzelił aż 37 goli zostając królem strzelców ligi. Wyczyn ten zaowocował transferem do drugoligowego Waldhofu Mannheim, w którym Akpoborie spędził rundę jesienną sezonu 1995/1996.
Zimą 1996 Akpoborie w końcu trafił do pierwszej ligi stając się bohaterem transferu do Hansy Rostock. W Hansie zadebiutował w 18. kolejce ligowej, 24 lutego w wygranym 2:1 wyjazdowym meczu z Borussią Dortmund i przyczynił się do zwycięstwa swojego zespołu strzelając drugiego gola. W barwach Hansy spisał się całkiem udanie i swoimi 6 golami wspomógł drużynę, która zajęła najwyższe w historii, 6. miejsce w lidze. Sezon 1996/1997 był dla Jonathana także udany, gdyż zdobył aż 14 goli, a z Hansą utrzymał się przed spadkiem (14. pozycja).
Latem 1997 Akpoborie zainteresowały się czołowe kluby w Niemczech. Ostatecznie Nigeryjczyk został piłkarzem VfB Stuttgart, gdzie miał wspomóc w ataku Fredi Bobicia. Zdobył 10 goli dla Stuttgartu będąc trzecim po Bobiciu i Krasimirze Bałakowie strzelcem zespołu. Stuttgart zakończył sezon na 4. pozycji. W Pucharze Zdobywców Pucharów Jonathan strzelił 6 goli, będąc najlepszym strzelcem całego pucharu, a Stuttgart dotarł aż do finału, w którym przegrał 0:1 z Chelsea F.C. W sezonie 1998/1999 Akpoborie był najlepszym strzelcem VfB z 11 golami na koncie, ale zespół zawiódł zajmując dopiero 11. pozycję w Bundeslidze. Akpoborie uzyskał dwa hat-tricki (w wygranym 3:1 meczu z Hamburger SV oraz zremisowanym 3:3 meczu z VfL Bochum). Zdobył także 1 gola w Pucharze UEFA w meczu z FC Brugge, jednak niemiecka drużyna odpadła z rozgrywek po przegranej dogrywce.
Latem 1999 roku Akpoborie został piłkarzem VfL Wolfsburg, w którym za partnera w ataku miał Andrzeja Juskowiaka. Obaj pokazali się z dobrej strony i Akpoborie zdobył 12 goli w lidze, będąc najlepszym strzelem zespołu (Juskowiak uzyskał 11 trafień). Wolfsburg zajął 7. miejsce gwarantujące start w Pucharze Intertoto. Sezon 2000/2001 nie był udany dla Akpoborie. Przez pewną część sezonu leczył kontuzję i zagrał tylko w 20 ligowych meczach, ale pomimo 8 strzelonych goli, nie był w pełni formy. Po zakończeniu sezonu, w którym Wolfsburg zajął 9. miejsce w lidze, Jonathan wrócił do Saarbrücken, gdzie zagrał w 4 meczach w drugiej lidze i w 2002 roku zakończył piłkarską karierę w wieku 34 lat.

## Statystyki

### Klubowe
| Klub                | Sezon              | Liga                      | Liga  | Liga   | Puchar kraju | Puchar kraju | Europa | Europa | Puchar ligi | Puchar ligi | Suma  | Suma   |
| Klub                | Sezon              | Liga                      | Mecze | Bramki | Mecze        | Bramki       | Mecze  | Bramki | Mecze       | Bramki      | Mecze | Bramki |
| ------------------- | ------------------ | ------------------------- | ----- | ------ | ------------ | ------------ | ------ | ------ | ----------- | ----------- | ----- | ------ |
| 1. FC Saarbrücken   | 1990/1991          | 2. Fußball-Bundesliga     | 30    | 5      | 2            | 3            | –      | –      | –           | –           | 32    | 8      |
| 1. FC Saarbrücken   | 1991/1992          | 2. Fußball-Bundesliga Süd | 23    | 4      | 1            | 0            | –      | –      | –           | –           | 24    | 4      |
| 1. FC Saarbrücken   | Ogólnie            | Ogólnie                   | 53    | 9      | 3            | 3            | 0      | 0      | 0           | 0           | 56    | 12     |
| FC Carl Zeiss Jena  | 1992/1993          | 2. Fußball-Bundesliga     | 40    | 17     | 3            | 1            | –      | –      | –           | –           | 43    | 18     |
| FC Carl Zeiss Jena  | 1993/1994          | 2. Fußball-Bundesliga     | 34    | 9      | 3            | 1            | –      | –      | –           | –           | 37    | 10     |
| FC Carl Zeiss Jena  | Ogólnie            | Ogólnie                   | 74    | 26     | 6            | 2            | 0      | 0      | 0           | 0           | 80    | 28     |
| Stuttgarter Kickers | 1994/1995          | Regionalliga Süd          | 32    | 37     | 3            | 1            | –      | –      | –           | –           | 35    | 38     |
| Stuttgarter Kickers | Ogólnie            | Ogólnie                   | 32    | 37     | 3            | 1            | 0      | 0      | 0           | 0           | 35    | 38     |
| SV Waldhof Mannheim | 1995/1996 j        | 2. Fußball-Bundesliga     | 18    | 9      | 3            | 1            | –      | –      | –           | –           | 21    | 10     |
| SV Waldhof Mannheim | Ogólnie            | Ogólnie                   | 18    | 9      | 3            | 1            | 0      | 0      | 0           | 0           | 21    | 10     |
| Hansa Rostock       | 1995/1996 w        | Bundesliga                | 16    | 6      | 0            | 0            | –      | –      | –           | –           | 16    | 6      |
| Hansa Rostock       | 1996/1997          | 2. Fußball-Bundesliga     | 31    | 14     | 2            | 0            | –      | –      | –           | –           | 33    | 14     |
| Hansa Rostock       | Ogólnie            | Ogólnie                   | 47    | 20     | 2            | 0            | 0      | 0      | 0           | 0           | 48    | 20     |
| VfB Stuttgart       | 1997/1998          | Bundesliga                | 30    | 10     | 4            | 2            | 8      | 6      | 2           | 0           | 44    | 18     |
| VfB Stuttgart       | 1998/1999          | Bundesliga                | 28    | 11     | 3            | 1            | 3      | 1      | 2           | 1           | 36    | 14     |
| VfB Stuttgart       | Ogólnie            | Ogólnie                   | 58    | 21     | 7            | 3            | 11     | 7      | 4           | 1           | 80    | 32     |
| VfL Wolfsburg       | 1999/2000          | Bundesliga                | 19    | 12     | 0            | 0            | 4      | 1      | –           | –           | 23    | 13     |
| VfL Wolfsburg       | 2000/2001          | Bundesliga                | 20    | 8      | 2            | 1            | 1      | 0      | –           | –           | 23    | 9      |
| VfL Wolfsburg       | Ogólnie            | Ogólnie                   | 39    | 20     | 2            | 1            | 5      | 1      | 0           | 0           | 46    | 22     |
| 1. FC Saarbrücken   | 2001/2002          | 2. Fußball-Bundesliga     | 4     | 0      | 0            | 0            | –      | –      | –           | –           | 4     | 0      |
| 1. FC Saarbrücken   | Ogólnie            | Ogólnie                   | 4     | 0      | 0            | 0            | 0      | 0      | 0           | 0           | 4     | 0      |
| Ogólnie w karierze  | Ogólnie w karierze | Ogólnie w karierze        | 325   | 142    | 26           | 11           | 16     | 8      | 4           | 1           | 371   | 162    |

## Kariera reprezentacyjna
W 1985 roku Akpoborie był członkiem juniorskiej reprezentacji Nigerii U-16 na Mistrzostwach Świata w Chinach. Tam zagrał w 3 meczach, zdobył 1 gola i z rodakami sięgnął po tytuł mistrza świata.
W 1992 roku Akpoborie został powołany na turniej o Puchar Narodów Afryki. Był tam trzecim napastnikiem dla Rashidiego Yekiniego i Samsona Siasii, ale nie zagrał tam ani razu. Odebrał jednak symboliczny brązowy medal za ten turniej.
Do reprezentacji Akpoborie wrócił po trzech latach (powołany przez Shaibu Amodu) i 17 czerwca 1995 zadebiutował w przegranym 0:1 meczu z Kolumbią rozegranym w ramach US Cup. Swoją pierwszą bramkę zdobył już w następnym meczu tego turnieju, 24 czerwca w przegranym 1:2 meczu z Meksykiem.
W 1996 roku Akpoborie został powołany do olimpijskiej reprezentacji Nigerii na igrzyska olimpijskie w Atlancie. W ostatniej chwili jednak selekcjoner Jo Bonfrère zostawił go w domu i Akpoborie miał być jednym z czterech rezerwowych piłkarzy na wypadek kontuzji któregoś z graczy podstawowego składu. Podobnie było w 1998 roku, gdy niemal w ostatniej chwili wypadł z kadry na Mistrzostwa Świata we Francji.
W 2000 roku Akpoborie był w kadrze Nigerii na Puchar Narodów Afryki 2000. W ostatniej chwili z udziału w turnieju wyeliminowała go kontuzja i cały turniej Jonathan oglądał z trybun w Lagos.
Ogółem w reprezentacji Nigerii Akpoborie rozegrał 13 meczów i strzelił 4 gole.